# Église Saint-Pierre de Loddes
Pour les articles homonymes, voir Église Saint-Pierre.
L'église Saint-Pierre est une église catholique située à Loddes, en France.

## Localisation
L'église est située dans le département français de l'Allier, sur la commune de Loddes, dans les Basses Marches du Bourbonnais.

## Historique
L'église a été construite dans la période romane (XIe – XIIe siècles), avec des remaniements au XIIIe et au XIXe siècle.
L'édifice est inscrit en totalité au titre des monuments historiques en 2004.

## Description

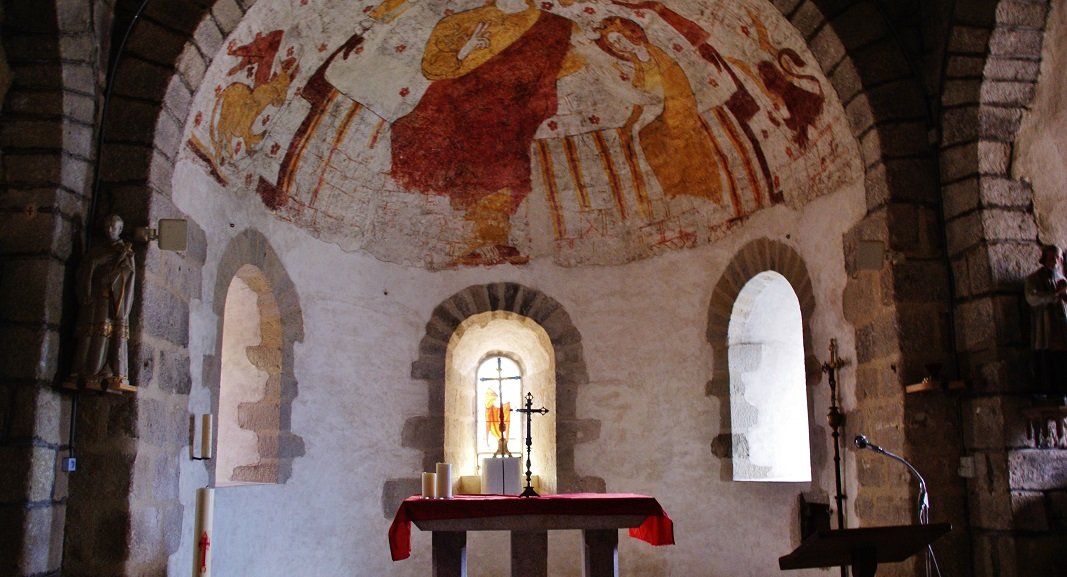
Peintures murales du chœur de l'église Saint-Pierre.

La voûte du chœur est décorée d'une peinture murale représentant le couronnement de la Vierge.